# Erysiphe cruciferarum
Espèce
Erysiphe cruciferarum est une espèce de champignons phytopathogènes de la famille des Erysiphaceae, causant la maladie de l'oïdium des Brassicacées (ou Crucifères). Les infections sur le Colza peuvent entraîner des pertes de rendement allant jusqu'à 30%.

## Description

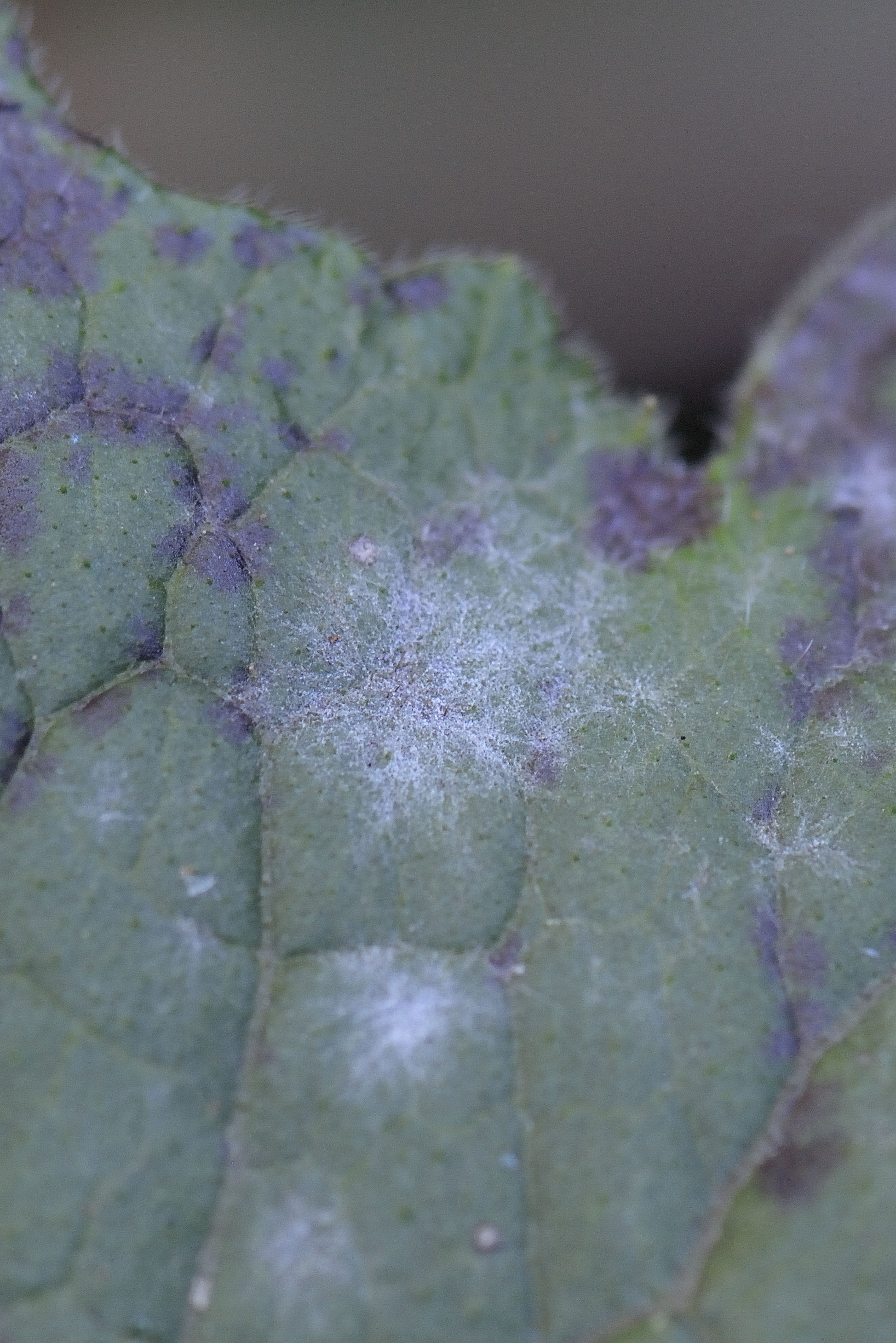
Mycélium blanc sur Lunaria annua (Monnaie-du-pape).

Ce champignon se signale sur les plantes par la présence de mycélium blanc ou de feutrage blanc d'abord sur les feuilles, les tiges, puis sur les siliques, pouvant engendrer un dessèchement voire une défoliation.

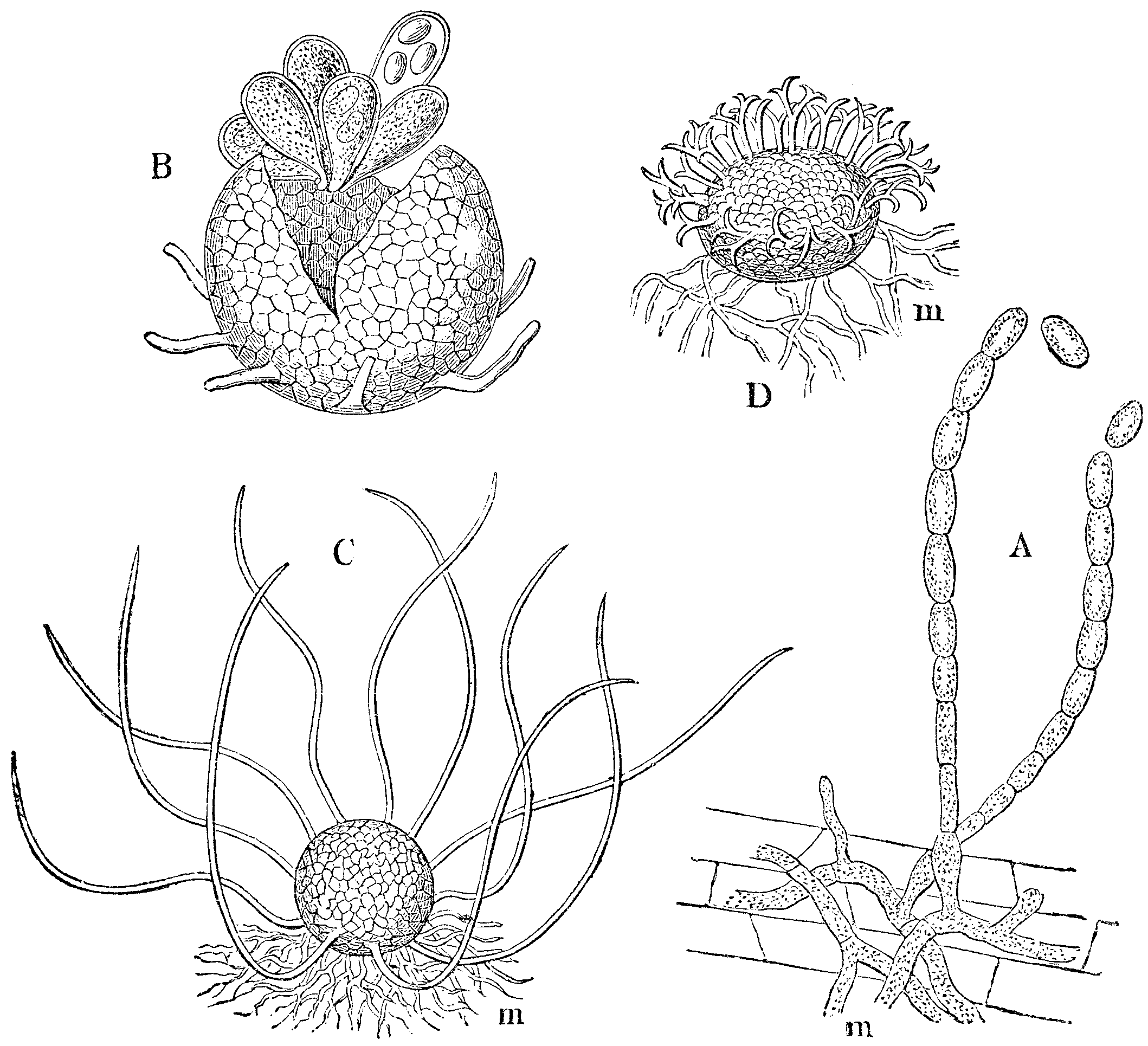
Illustration microscopique : A) rhizoïdes blancs B) sac contenant les spores C) filaments.

Il croît sur toutes les parties vertes de la plante hôte, et est amphigène sur les feuilles. Les conidies sont solitaires, oblongues-elliptiques, sans corps de fibrosine. Les cléistothèces contiennent entre 4 et 10 asques avec 3 à 6 spores. Les appendices sont nombreux, la plupart une à deux fois plus longs que le diamètre ; ils sont attachés sous l'équateur, mycélioïdes, septés, peu ramifiés.

## Plantes hôtes
C'est un champignon largement oligophage parasitant des plantes des familles des Brassicaceae, Cleomaceae, Papaveraceae et Resedaceae.

## Cycle de vie

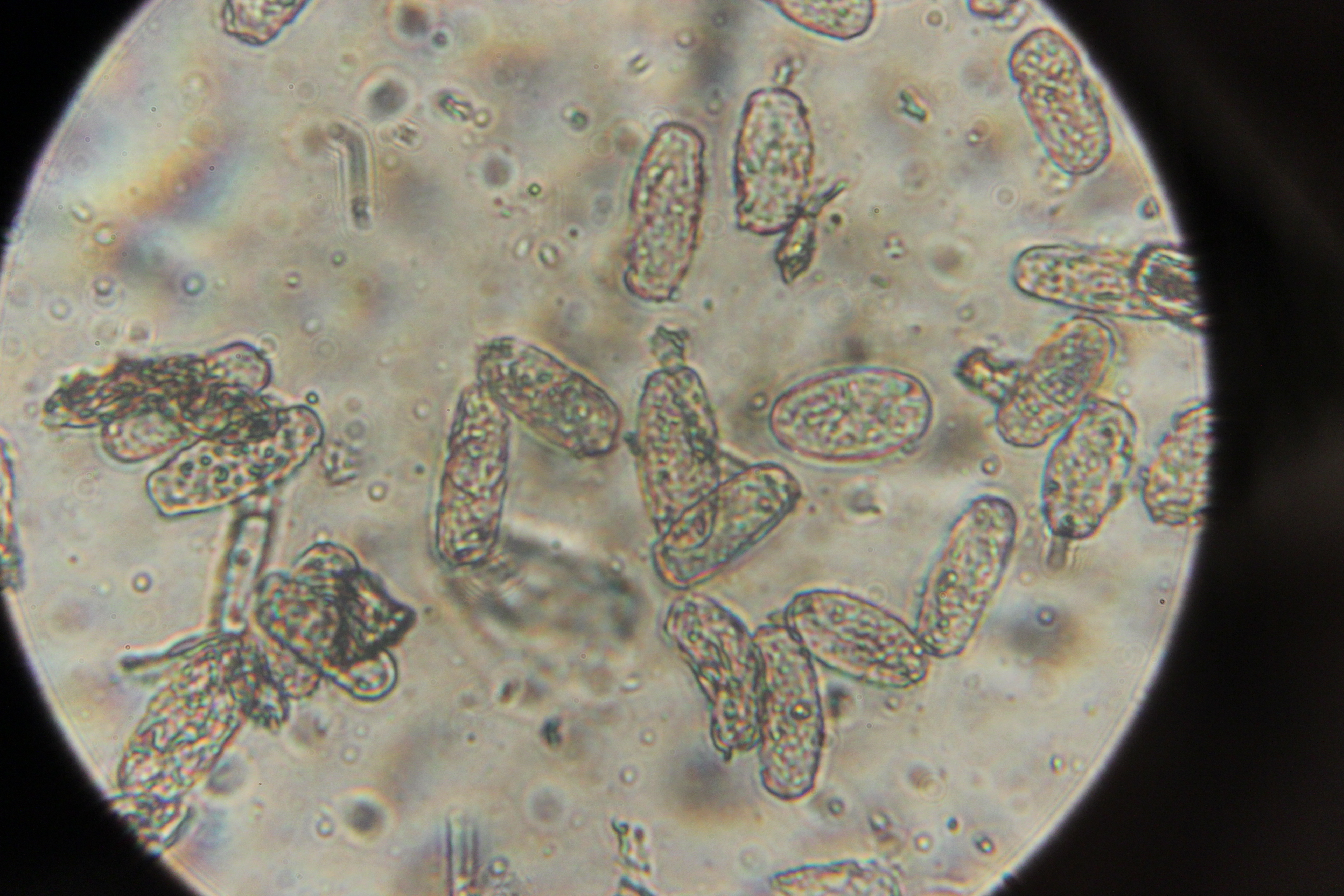
Observation au microscope optique.

Erysiphe cruciferarum ne pouvant survivre que sur des tissus verts, les plantes déjà infectées sont la source primaire d'inoculum. Les conidies sont disséminées par le vent et développent un mycélium superficiel qui produit d'autres conidies, entraînant une contamination secondaire. Le développement optimal du champignon se situe vers 22–25 °C et demande des conditions chaudes et sèches, avec une humidité nocturne élevée. La germination des conidies peut toutefois se faire à une humidité relative très faible (40%). Un reliquat azoté élevé à l'automne est un facteur favorable au développement du champignon.

## Répartition
Erysiphe cruciferarum est répandu dans le monde entier, mais la sévérité de la maladie diffère nettement entre les régions, les saisons de culture et les espèces cultivées. La présence moins fréquente d'E. cruciferarum dans les climats plus frais a été associée à ses exigences thermiques relativement élevées. Dans les climats plus chauds, les infections peuvent se produire tout au long de l'année, tandis que dans les climats saisonniers, E. cruciferarum passe l'hiver sous forme de spores au repos sur les tissus végétaux ou dans le sol. La propagation d'E. cruciferarum pourrait augmenter de manière drastique avec le changement climatique.

## Moyens de lutte
L'INRAE recommande d'enfouir les résidus de culture et de respecter de longues rotations.

## Systématique
Le nom correct complet (avec auteur) de ce taxon est Erysiphe cruciferarum Opiz ex L. Junell, 1967, publié en 1967 par Lena Junell (d) à partir des travaux de Philipp Maximilian Opiz.

### Synonymes
Erysiphe cruciferarum a pour synonymes :
- Albigo communis (Wallr.) Reum
- Alphitomorpha communis Wallr.
- Erysibe communis (Wallr.) Link
- Erysiphe communis (Wallr.) Fr.
- Erysiphe communis (Wallr.) Link
- Erysiphe communis (Wallr.) Schltdl.
- Erysiphe cruciferarum Opiz
- Erysiphe cruciferarum var. longispora G.J.M.Gorter
- Erysiphe pisi var. cruciferarum (Opiz ex L.Junell) Ialongo
- Erysiphe radulescui Docea
- Tigria leveillei Trevis.

### Variétés
Selon MycoBank (2 décembre 2023) :
- Erysiphe cruciferarum var. chandra Y.S.Paul & V.K.Thakur, 2006
- Erysiphe cruciferarum var. cleomes Y.S.Paul & V.K.Thakur, 2006
- Erysiphe cruciferarum Opiz ex L.Junell, 1967 var. cruciferarum
- Erysiphe cruciferarum var. indica Y.S.Paul & V.K.Thakur, 2006
- Erysiphe cruciferarum var. longispora G.J.M.Gorter, 1988